# 101ª Brigada de Protección del Estado Mayor
La 101ª Brigada para la Protección del Estado Mayor que lleva el nombre del Coronel General Henadii Vorobiov: (Idioma ucraniano 101-ша окрема бригада охорони Генерального штабу Збройних Сил України імені генерал-полковника Генадія Воробйова) es una brigada de protección del área del cuartel general de las Fuerzas Armadas de Ucrania La brigada se formó en 1992 a partir del Batallón de Protección y Servicio Soviético, responsable de proteger la sede del Distrito Militar de Kiev durante los últimos años de la Unión Soviética. La brigada luchó en la guerra ruso-ucraniana.

## Historia
En los últimos años de la Unión Soviética, el 368.º Batallón de Protección y Servicio custodiaba y apoyaba el cuartel general del Distrito Militar de Kiev, estacionado en el área de la Escuela Militar de Kiev. La 101.ª Brigada del Estado Mayor de las Fuerzas Armadas de Ucrania se estableció el 10 de marzo de 1992 sobre la base de ese batallón. En ese momento, la brigada estaba compuesta por: un batallón de guardias, una guardia de honor, el batallón del centro de comando y control, el batallón de motores y las unidades de apoyo. El 2º Batallón de Protección se formó el 7 de junio de 1995 y el 3º Batallón de Protección el 11 de septiembre del mismo año. Los soldados de la brigada participaron en los ejercicios de mando y estado mayor "Forpost-2002", "Este-Oeste", "Reacción-2005", "Arteria-2007", "Cielo limpio", "La acción decisiva de 2008", “Interacción 2010” “Respuesta adecuada 2011”.

### Guerra del Dombás
La brigada luchó en la Guerra del Dombás. La brigada entró en la zona de combate el 3 de agosto de 2014. La brigada defendió Debaltseve y vio su primera acción de combate el 15 de agosto. El coronel Mykola Shvets comandaba la brigada en ese momento. Escoltó 300 convoyes al frente y más de diez extracciones de inteligencia militar en febrero de 2015. Durante su tiempo en combate, once soldados de la Brigada 101 murieron y 49 resultaron heridos. Dieciocho soldados de la brigada recibieron la Orden de Bohdan Khmelnytsky o la Orden del Valor.
Con motivo del 30.º Día de la Independencia de Ucrania, en agosto de 2021, el presidente ucraniano Volodímir Zelenski cambió el nombre de la unidad para honrar al difunto primer subjefe del Estado Mayor General de Ucrania Henadii Vorobiov.

### Invasión rusa de Ucrania de 2022
Durante la invasión rusa de Ucrania de 2022, la Brigada 101 luchó en la Batalla de Kiev, aparentemente destruyendo una columna de dos vehículos ligeros, dos camiones y un tanque. gracias a estos esfuerzo en conjunto del resto de las Fuerzas Armadas de Ucrania lograron frenar la Campaña Rusa sobre Kiev